# Sylvia boehmi
La curruca de Böhm (Sylvia boehmi) es una especie de ave paseriforme de la familia Sylviidae que vive en África Oriental.

## Descripción
Mide alrededor de 12 cm de largo. El plumaje de sus partes superiores es gris, con la cola y primarias negras; mientras que sus partes inferiores son blancas, a excepción de una ancha banda negra en la parte superior del pecho y sus flancos que son de color castaño rojizo.

## Distribución y hábitat
Se encuentra en las arboledas de acacias y las sabanas de Etiopía, Kenia, Somalia y Tanzania.

## Taxonomía
Se reconocen tres subespecies:
- S. b. boehmi (Reichenow, 1882) – en el sur de Kenia y Tanzania
- S. b. marsabit (van Someren, 1931) – Norte y centro de Kenia
- S. b. somalica (Friedmann, 1928) – presente en Etiopía, Somalia y el noreste de Kenia